# Electroencefalófono

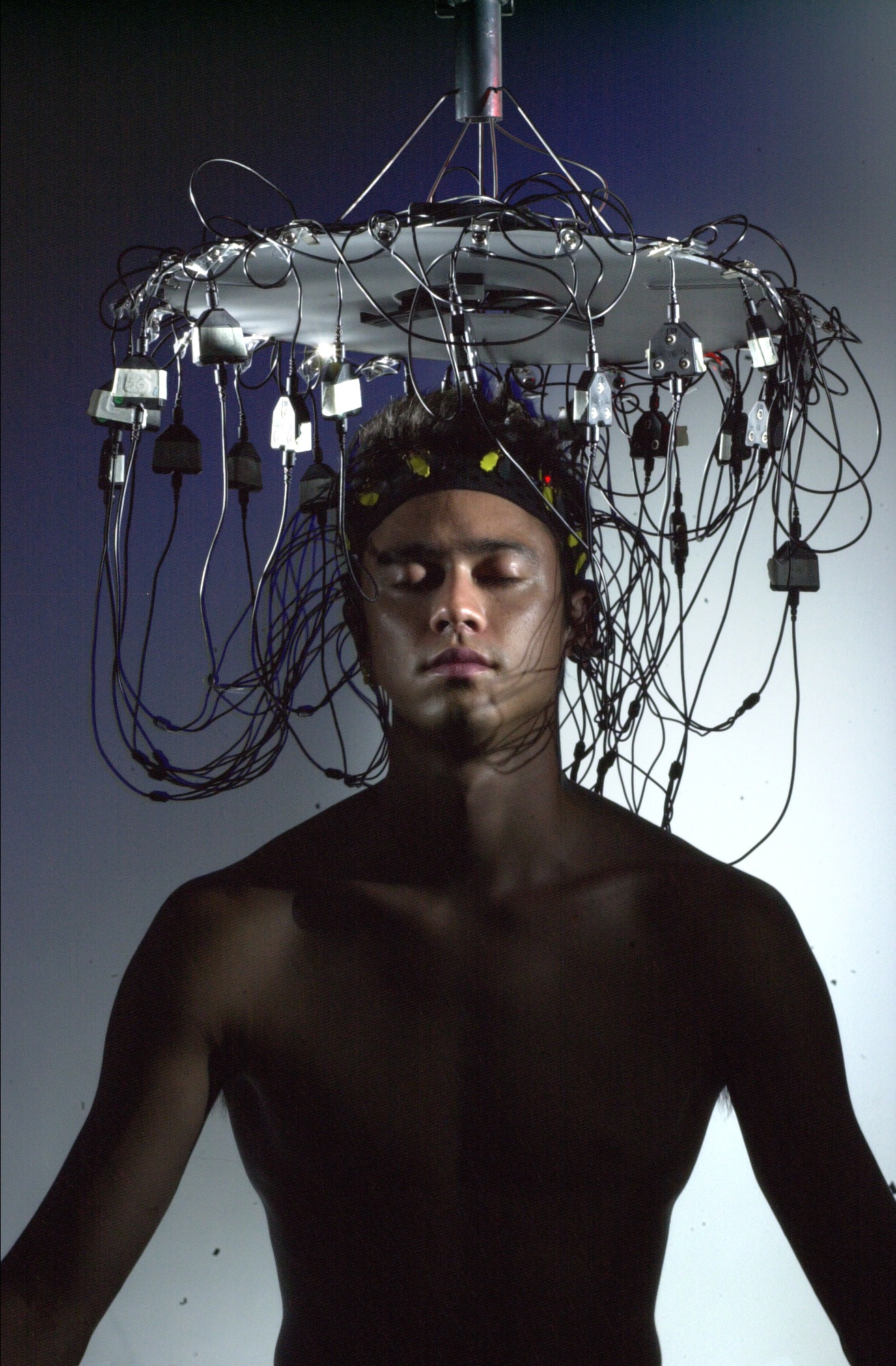
Electrodos de ondas cerebrales para una interpretación musical regenerativa

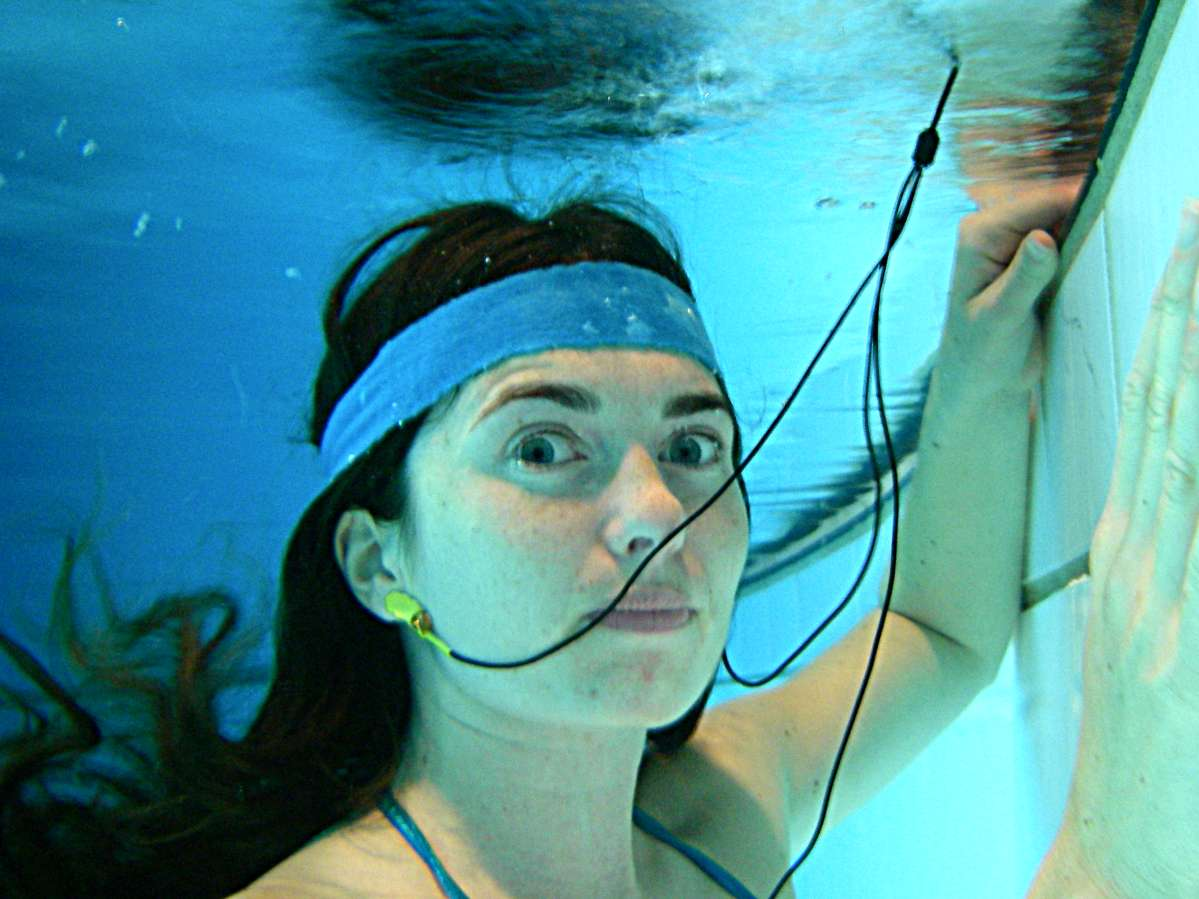
Rendimiento de quintefono submarino en ICMC 2007

Un electroencefalófono o encefalófono es un instrumento musical experimental y una herramienta de diagnóstico que utiliza ondas cerebrales (medidas de la misma manera que un EEG) para generar o modular sonidos.
El Dr. R. Furth, físico matemático y el Dr. EA Bevers, fisiólogo, inventaron el encefalófono a principios de la década de 1940 en la Universidad de Edimburgo. El cruce entre un electroencefalograma (EEG) y la tecnología de sonar, estaba destinado a ser una forma para que los médicos comunes diagnosticaran neuropatologías.
En 1973, uno fue diseñado por Erkki Kurenniemi, un músico electrónico finlandés e investigador de inteligencia artificial. En el verano de 1968, Kurenniemi visitó una conferencia de música electroacústica organizada por el Teatro Comunale en Florencia, Italia. Durante la conferencia, Kurenniemi conoció las ideas de la biorretroalimentación de Manford L. Eaton como fuente de material musical o de composición. Dos de los instrumentos de Kurenniemi, Dimi-S y Dimi-T, se basan libremente en estas ideas.
En la década de 1970, David Rosenboom y Richard Teitelbaum utilizaron dispositivos basados en EEG para permitir a los artistas crear sonido y música con sus ondas cerebrales.
Eduardo Reck Miranda está actualmente (~ 2004) involucrado en una investigación que utiliza redes neuronales e interfaces cerebrales para crear música.
James Fung, Ariel Garten y Steve Mann (~ 2003) han creado sistemas de ondas cerebrales para controlar diferentes variables musicales de forma interactiva, incluidos conciertos submarinos de ondas cerebrales.
El electroencefalófono es un quintófono en el sentido de que crea sonido a partir del "quinto elemento clásico" (es decir, más allá del mundo de la materia).

## Conceptos relacionados

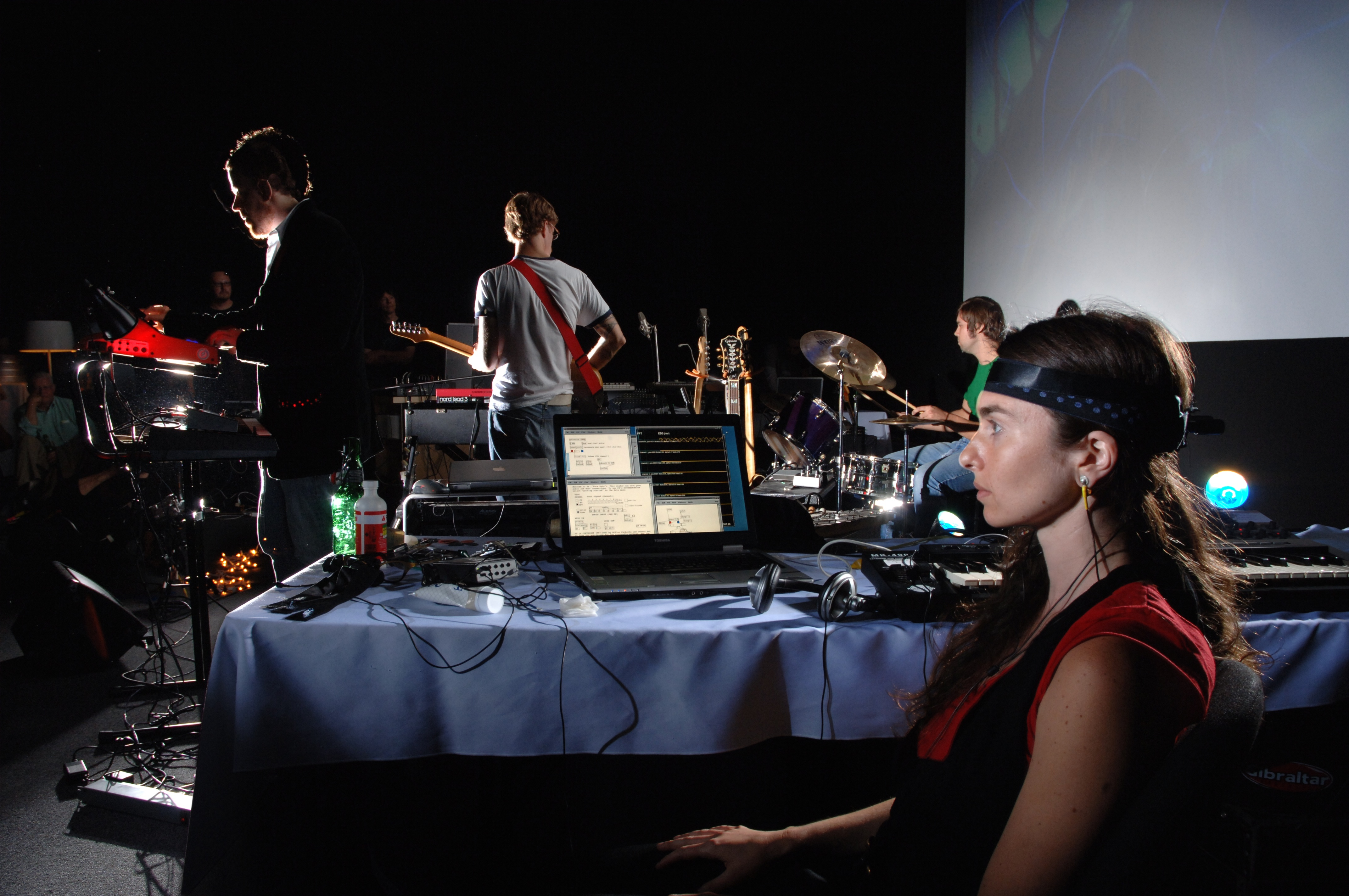
Quintefono como parte de una actuación en vivo. Usando ondas cerebrales, el quintista interactúa directamente con un sintetizador de música, tocando junto con los otros miembros de la banda. Un sistema de circuito cerrado funciona de forma análoga a un receptor regenerativo.

Además de la producción de sonido, las interpretaciones musicales de ondas cerebrales regenerativas utilizan interfaces de ondas cerebrales para modificar o manipular o tocar junto con los sonidos de otros instrumentos en un contexto de interpretación en vivo.